# Magway, Myanmar
Magway (tiếng Miến Điện: မကွေးမြို့, phát âm: [məɡwé MJO]) là thành phố thủ phủ Vùng Magway của Myanmar, và là nơi có sân bay Magway.
Magway nằm trên bờ sông Irrawaddy. Chùa Mya Tha Lun, nằm ở phía bắc của thành phố, là công trình nổi bật của Magway.

## Lịch sử
Trong thời kỳ chiếm đóng của Anh, Magway là một thị trấn của Phân khu Minbu (hoặc) tỉnh Minbu. Vùng Minbu được thành lập với 3 quận. Đó là quận Minbu, quận Thayet và quận Yenangyaung. Magway là một thị trấn của quận Yenangyaung cho đến năm 1974.
Vào ngày 2 tháng 3 năm 1962, quân đội do Tướng Ne Win lãnh đạo đã nắm quyền kiểm soát Miến Điện thông qua một cuộc đảo chính, và chính phủ nằm dưới sự kiểm soát trực tiếp hoặc gián tiếp của quân đội. Hiến pháp mới của Cộng hòa Xã hội Chủ nghĩa Liên bang Miến Điện được thông qua vào năm 1974.
Đến năm 1974, tên vùng Minbu được đổi thành Vùng Magway và Huyện Yenangyaung bị bãi bỏ. Quận Magway được thành lập với 6 thị trấn. Thành phố Thủ đô được đổi thành Magway từ Yenangyaung. Năm 1974, dân số thành thị của Magway là 7.896.

## Địa điểm đáng chú ý
- Chùa Mya Tha Lun

## Khí hậu
Magway có khí hậu nhiệt đới ẩm ướt (Aw) giáp với khí hậu bán khô hạn nóng (BSh) theo Phân loại khí hậu Köppen.
| Dữ liệu khí hậu của Magway, Myanmar (1981–2010) | Dữ liệu khí hậu của Magway, Myanmar (1981–2010) | Dữ liệu khí hậu của Magway, Myanmar (1981–2010) | Dữ liệu khí hậu của Magway, Myanmar (1981–2010) | Dữ liệu khí hậu của Magway, Myanmar (1981–2010) | Dữ liệu khí hậu của Magway, Myanmar (1981–2010) | Dữ liệu khí hậu của Magway, Myanmar (1981–2010) | Dữ liệu khí hậu của Magway, Myanmar (1981–2010) | Dữ liệu khí hậu của Magway, Myanmar (1981–2010) | Dữ liệu khí hậu của Magway, Myanmar (1981–2010) | Dữ liệu khí hậu của Magway, Myanmar (1981–2010) | Dữ liệu khí hậu của Magway, Myanmar (1981–2010) | Dữ liệu khí hậu của Magway, Myanmar (1981–2010) | Dữ liệu khí hậu của Magway, Myanmar (1981–2010) |
| Tháng                                           | 1                                               | 2                                               | 3                                               | 4                                               | 5                                               | 6                                               | 7                                               | 8                                               | 9                                               | 10                                              | 11                                              | 12                                              | Năm                                             |
| ----------------------------------------------- | ----------------------------------------------- | ----------------------------------------------- | ----------------------------------------------- | ----------------------------------------------- | ----------------------------------------------- | ----------------------------------------------- | ----------------------------------------------- | ----------------------------------------------- | ----------------------------------------------- | ----------------------------------------------- | ----------------------------------------------- | ----------------------------------------------- | ----------------------------------------------- |
| [ cần dẫn nguồn ]                               |                                                 |                                                 |                                                 |                                                 |                                                 |                                                 |                                                 |                                                 |                                                 |                                                 |                                                 |                                                 |                                                 |

## Thể thao

Bệnh viện giảng dạy Đại học Y khoa (Magway)

Sân vận động Magway 3.000 chỗ ngồi là sân vận động đa chức năng và được sử dụng chủ yếu cho các trận đấu bóng đá. Sân vận động là sân nhà của Magway F.C, một câu lạc bộ bóng đá Liên đoàn quốc gia Myanmar (MNL). Nhưng, Magway FC đã bị bãi bỏ vào tháng 10 năm 2020.

## Các trường đại học, cao đẳng
- Cao đẳng Giáo dục Magway
- Đại học Magway
- Đại học Máy tính, Magway
- Đại học Y, Magway
- Đại học Sức khỏe Cộng đồng, Magway
- Đại học Công nghệ, Magway
- Cao đẳng Sư phạm, Magway